# シエン・ディアス・パラ・エナモラルセ
『シエン・ディアス・パラ・エナモラルセ』（スペイン語: 100 días para enamorarse）は、アルゼンチンのテレノベラ。テレフェで2018年5月7日から12月12日まで放送された。

## 登場人物

### 主な登場人物
ラウラ・コンテンポミ
演 - カーラ・ピーターソン
アントニア・サリナス
演 - ナンシー・デュプラー
ディエゴ・カステルヌオーヴォ
演 - ルチアーノ・カストロ
ガストン・ゲバラ
演 - フアン・ミヌジン
フアン・フィアンシ
演 - コンスタンティン・ガノーシス
ホルヘ「ココ」カルリアス
演 - パブロ・ラゴ
ハビエル・フェルナンデス・プリエト
演 - フアン・ヒル・ナバロ
ハビエル・フェルナンデス・プリエト
演 - ホルヘリーナ・アルッツィ
ジーノ・サリナス
演 - オスバルド・ラポート
ポール・コンテンポミ
演 - ルドヴィコ・ディ・サント
フィデル・ガリード
演 - ミシェル・ノエール
カルメン
演 - レティシア・シチリアーニ
ミゲル・コンテンポミ
演 - マリオ・パシク
フアナ「フアニ」サリナス・カステルヌオーヴォ/フアン・サリナス・カステルヌオーヴォ
演 - マイテ・ラナタ
ロドリゴ・コンテンポミ・ゲバラ
演 - フランコ・リザロ
カタリナ・コナー
演 - マカレナ・パス
ベア・メンデス・ド・コンテンポミ
演 - マリタ・バレステロス
サンティアゴ・コンテンポミ・ゲバラ
演 - ジェレミアス・バト・コリーニ
フロレンシア・フェルナンデス・ベラ
演 - マヌエラ・パル